# العلاقات الكاميرونية الروسية
العلاقات الكاميرونية الروسية هي العلاقات الثنائية التي تجمع بين الكاميرون وروسيا.

## مقارنة بين البلدين
هذه مقارنة عامة ومرجعية للدولتين:
| وجه المقارنة                                              | الكاميرون                      | روسيا                                   |
| --------------------------------------------------------- | ------------------------------ | --------------------------------------- |
| المساحة (كم2)                                             | 475.44 ألف                     | 17.08 مليون                             |
| عدد السكان (نسمة)                                         | 24.05 مليون                    | 146.80 مليون                            |
| الكثافة السكانية (ن./كم²)                                 | 50.58                          | 8.59                                    |
| العاصمة                                                   | ياوندي                         | موسكو                                   |
| اللغة الرسمية                                             | لغة فرنسية، لغة إنجليزية       | اللغة الروسية                           |
| العملة                                                    | فرنك وسط أفريقي                | روبل روسي                               |
| الناتج المحلي الإجمالي (بليون دولار)                      | 34.80 مليار                    | 1.58 تريليون                            |
| الناتج المحلي الإجمالي (تعادل القوة الشرائية) بليون دولار | 72.72 مليار                    | 3.69 تريليون                            |
| الناتج المحلي الإجمالي الاسمي للفرد دولار أمريكي          | 1.22 ألف                       | 9.09 ألف                                |
| الناتج المحلي الإجمالي للفرد دولار أمريكي                 | 2.97 ألف                       |                                         |
| مؤشر التنمية البشرية                                      | 0.512                          | 0.798                                   |
| رمز المكالمات الدولي                                      | +237                           | +7                                      |
| رمز الإنترنت                                              | .cm                            | .ru، .рф، .рус ‏، .su                    |
| المنطقة الزمنية                                           | توقيت غرب أفريقيا، ت ع م+01:00 | Magadan Time ‏، ت ع م+02:00، ت ع م+12:00 |

## منظمات دولية مشتركة
يشترك البلدان في عضوية مجموعة من المنظمات الدولية، منها:
| علم المنظمة | اسم المنظمة                        | تاريخ انضمام الكاميرون | تاريخ انضمام روسيا |
| ----------- | ---------------------------------- | ---------------------- | ------------------ |
|             | مؤسسة التنمية الدولية              | 10 أبريل 1964          | 16 يونيو 1992      |
|             | المنظمة الهيدروغرافية الدولية      | ?                      | ?                  |
|             | يونسكو                             | 11 نوفمبر 1960         | 21 أبريل 1954      |
|             | مؤسسة التمويل الدولية              | 1 أكتوبر 1974          | 12 أبريل 1993      |
|             | منظمة حظر الأسلحة الكيميائية       | ?                      | ?                  |
|             | الأمم المتحدة                      | 20 سبتمبر 1960         | 24 أكتوبر 1945     |
|             | الاتحاد الدولي للاتصالات           | 22 ديسمبر 1960         | 1866               |
|             | منظمة الشرطة الجنائية الدولية      | ?                      | 27 سبتمبر 1990     |
|             | البنك الدولي للإنشاء والتعمير      | 10 يوليو 1963          | 16 يونيو 1992      |
|             | الاتحاد البريدي العالمي            | ?                      | ?                  |
|             | وكالة ضمان الاستثمار متعدد الأطراف | 7 أكتوبر 1988          | 29 ديسمبر 1992     |
|             | منظمة التجارة العالمية             | ?                      | 22 أغسطس 2012      |
|             | الفريق المعني برصد الأرض           | ?                      | ?                  |

## أعلام
هذه قائمة لبعض الشخصيات التي تربطها علاقات بالبلدين:
- ألكسندر بوشكين (شاعر روسي، 26 مايو 1799[22][23] – 29 يناير 1837[22][23])

## وصلات خارجية
- موقع وزارة الخارجية الكاميرونية
- موقع وزارة الخارجية الروسية